# Cremastus flavomaculatus
Cremastus flavomaculatus là một loài tò vò trong họ Ichneumonidae.